# Eupithecia leptogrammata
Eupithecia leptogrammata es una especie de polilla de la familia Geometridae. La especie fue descrita por primera vez por Otto Staudinger habiendo sido descrita en 1882, con distribución en Asia. El holotipo de la especie fue descrito en el sector en la región de Sinkiang.